# Jerzy Pilch-Kowalczyk
Jerzy Pilch-Kowalczyk (ur. 1935 w Rybniku, zm. 14 września 2011 w Katowicach) – polski inżynier, jeden z pionierów informatyki, konstruktor. 

## Życiorys
Absolwent Politechniki Śląskiej w Gliwicach, magister inżynier elektryk (1957), dr nauk technicznych (1975), specjalista w zakresie automatyzacji górnictwa. W latach 1957–1968 pracował w Głównym Instytucie Górnictwa w Katowicach, gdzie zajmował się urządzeniami dyspozytorskimi dla kopalń. W latach 1968–1975 kierownik Zakładu Automatyzacji Powierzchniowej Zakładów Konstrukcyjno-Mechanizacyjnych Przemysłu Węglowego, a następnie do grudnia 1976 Główny Inżynier Pionu Systemów Sterowania Ośrodka Badawczo-Rozwojowego Systemów Mechanizacji, Elektryfikacji i Automatyzacji Górnictwa w Katowicach, gdzie zajmował się zastosowaniem maszyn cyfrowych w systemach dyspozytorskiej kontroli produkcji i stanu bezpieczeństwa. W roku 1973 zaproponował opracowanie minikomputera MKJ-28/SMC-3 zgodnego logicznie z minikomputerami Hewlett-Packard rodziny HP 2100. W latach 1977–1981 dyrektor w MERA Elzab w Zabrzu, gdzie zajmował się rozwojem i zastosowaniami monitorów ekranowych MERA 79xx. Współpracował również z Centrum Naukowo-Produkcyjnym Systemów Sterowania MERASTER.
Od 1981 żył i pracował w USA w firmach przemysłu informatycznego, w tym Sun Microsystems, Ashton-Tate, Borland, Lotus Development Corporation, IBM. Od 1990 roku utrzymywał intensywne kontakty z Polską, m.in. wykładając w Wyższej Szkole Informatyki i Zarządzania w Bielsku-Białej (prof. nadzw.) i Wyższej Szkole Biznesu w Dąbrowie Górniczej. Aktywnie uczestniczył w życiu Polonii.
Autor i współautor kilkunastu wynalazków, kilkudziesięciu publikacji (w tym również w czasopismach zagranicznych) oraz prac naukowo-badawczych.
Jest pochowany w Katowicach na cmentarzu  przy ulicy Sienkiewicza.

## Publikacje
- Wydanie jubileuszowe. „Mechanizacja Górnictwa”. nr 5/6 IX-XI, 1970. Katowice: Emag. ISSN 0208-7448.brak numeru strony
- Grzywak Andrzej, Pilch-Kowalczyk Jerzy: Przemysłowe struktury układów automatyki kompleksowej. Ostrawa: II Międzynarodowa Konferencja ARS-72, 1972. Brak numerów stron w książce
- J. Pilch-Kowalczyk: Akwizycja danych z procesu wydobywczego kopalni przy użyciu minikomputerów. Nowa Ruda: materiały sympozjum Zastosowanie maszyn matematycznych w górnictwie, październik 1975. Brak numerów stron w książce
- L. Graca, J. Pilch-Kowalczyk: Zagadnienia bieżącego prognozowania stanu zagrożenia tąpaniami w świetle doświadczeń KWK Szombierki. Jaszowiec: materiały sympozjum „Teoria i technika sterowania w służbie bezpieczeństwa pracy w górnictwie”, 3-6 listopada 1976. Brak numerów stron w książce
- Pilch-Kowalczyk George: Technologie internetowe. Bielsko-Biała: Wyższa Szkoła Informatyki i Zarządzania, 2005, s. 117. ISBN 83-89105-84-5.